# Famechon (Pas de Calais)
Famechon és un municipi francès situat al departament del Pas de Calais i a la regió dels Alts de França. L'any 2007 tenia 126 habitants.

## Demografia

### Població
El 2007 la població de fet de Famechon era de 126 persones. Hi havia 53 famílies de les quals 11 eren unipersonals (11 dones vivint soles i 11 dones vivint soles), 15 parelles sense fills, 23 parelles amb fills i 4 famílies monoparentals amb fills.
La població ha evolucionat segons el següent gràfic:
Habitants censats

### Habitatges
El 2007 hi havia 55 habitatges, 50 eren l'habitatge principal de la família, 2 eren segones residències i 3 estaven desocupats. Tots els 55 habitatges eren cases. Dels 50 habitatges principals, 45 estaven ocupats pels seus propietaris i 6 estaven llogats i ocupats pels llogaters; 6 tenien tres cambres, 12 en tenien quatre i 32 en tenien cinc o més. 41 habitatges disposaven pel capbaix d'una plaça de pàrquing. A 24 habitatges hi havia un automòbil i a 20 n'hi havia dos o més.

### Piràmide de població
La piràmide de població per edats i sexe el 2009 era:
| Homes | Edats   | Dones |
| ----- | ------- | ----- |
| 0     | 95 o +  | 0     |
| 0     | 90 a 94 | 0     |
| 0     | 85 a 89 | 4     |
| 0     | 80 a 84 | 0     |
| 4     | 75 a 79 | 4     |
| 4     | 70 a 74 | 12    |
| 0     | 65 a 69 | 0     |
| 0     | 60 a 64 | 0     |
| 0     | 55 a 59 | 4     |
| 0     | 50 a 54 | 0     |
| 8     | 45 a 49 | 0     |
| 0     | 40 a 44 | 4     |
| 8     | 35 a 39 | 8     |
| 8     | 30 a 34 | 8     |
| 8     | 25 a 29 | 8     |
| 8     | 20 a 24 | 8     |
| 4     | 15 a 19 | 8     |
| 8     | 10 a 14 | 8     |
| 8     | 5 a 9   | 8     |
| 8     | 0 a 4   | 4     |

## Economia
El 2007 la població en edat de treballar era de 81 persones, 58 eren actives i 23 eren inactives. De les 58 persones actives 52 estaven ocupades (29 homes i 23 dones) i 7 estaven aturades (2 homes i 5 dones). De les 23 persones inactives 9 estaven jubilades, 6 estaven estudiant i 8 estaven classificades com a «altres inactius».

### Ingressos
El 2009 a Famechon hi havia 52 unitats fiscals que integraven 123 persones, la mediana anual d'ingressos fiscals per persona era de 18.127 €.

### Activitats econòmiques
Dels 2 establiments que hi havia el 2007, 1 era d'una empresa de construcció i 1 d'una empresa de serveis.
L'únic servei als particulars que hi havia el 2009 era un guixaire pintor.
L'any 2000 a Famechon hi havia 5 explotacions agrícoles que ocupaven un total de 545 hectàrees.

## Poblacions més properes
El següent diagrama mostra les poblacions més properes.